# Marcus Hutter
Marcus Hutter (nacido el 14 de abril de 1967 en Múnich) es un científico senior de DeepMind que investiga los fundamentos matemáticos de la inteligencia artificial general. Está de licencia de su cátedra en la Facultad de Ingeniería y Ciencias de la Computación ANU de la Universidad Nacional de Australia en Canberra, Australia. Hutter estudió física e informática en la Universidad Técnica de Munich.En 2000 se unió al grupo de Jürgen Schmidhuber en el Istituto Dalle Molle di Studi sull'Intelligenza Artificiale (Instituto Dalle Molle para la Investigación de Inteligencia Artificial) en Manno, Suiza.[cita requerida] Con otros, desarrolló una teoría matemática de la inteligencia artificial general.Su libro Universal Artificial Intelligence: Sequential Decisions Based on Algorithmic Probability fue publicado por Springer en 2005.

## Investigación
En 2002, Hutter, con Jürgen Schmidhuber y Shane Legg, desarrollaron y publicaron una teoría matemática de la inteligencia artificial general, AIXI, basada en agentes inteligentes idealizados y aprendizaje reforzado motivado por recompensas.: 399   En 2005, Hutter y Legg publicaron una prueba de inteligencia para dispositivos de inteligencia artificial.En 2009, Hutter desarrolló y publicó la teoría del aprendizaje por refuerzo de funciones.En 2014, Lattimore y Hutter publicaron una extensión asintóticamente óptima del agente AIXI.

## Premio Hutter
En 2006, Hutter anunció el Premio Hutter a la compresión sin pérdidas del conocimiento humano, con un total de 50 000 € en premios. En 2020, Hutter elevó el premio en metálico del Premio Hutter a 500.000 €.

## Obras publicadas
- Marcus Hutter (2002). «The Fastest and Shortest Algorithm for All Well-Defined Problems». International Journal of Foundations of Computer Science (World Scientific) 13 (3): 431-443. Bibcode:2002cs........6022H. arXiv:cs/0206022. doi:10.1142/S0129054102001199.

- Marcus Hutter (2005). Universal Artificial Intelligence: Sequential Decisions Based on Algorithmic Probability. Springer. ISBN 9783540221395.

- Joel Veness, Kee Siong Ng, Marcus Hutter, William Uther and David Silver (2011). «A Monte-Carlo AIXI Approximation». Journal of Artificial Intelligence Research (AAAI Press) 40: 95-142. arXiv:0909.0801. doi:10.1613/jair.3125.